# Corten, Taraclia
Corten (în bulgară Кортен) este un sat din raionul Taraclia, Republica Moldova.

## Demografie

### Structura etnică
Structura etnică a localității conform recensământului populației din 2004:
| Grup etnic                    | Populație | % Procentaj |
| ----------------------------- | --------- | ----------- |
| Bulgari                       | 3.036     | 89,11%      |
| Ruși                          | 98        | 2,88%       |
| Găgăuzi                       | 91        | 2,67%       |
| Băștinași declarați Moldoveni | 81        | 2,38%       |
| Ucraineni                     | 55        | 1,61%       |
| Țigani                        | 34        | 1,00%       |
| Alții                         | 12        | 0,35%       |
| Total                         | 3.407     |             |

## Administrație și politică
Componența Consiliului local Corten (13 consilieri), ales la 5 noiembrie 2023, este următoarea:
|  | Partid                                       | Consilieri | Componență | Componență | Componență | Componență | Componență | Componență |
|  | -------------------------------------------- | ---------- | ---------- | ---------- | ---------- | ---------- | ---------- | ---------- |
|  | Partidul Socialiștilor din Republica Moldova | 6          |            |            |            |            |            |            |
|  | Candidat independent STEPAN SABIA            | 1          |            |            |            |            |            |            |
|  | Candidat independent SOFIA BACALOVA          | 1          |            |            |            |            |            |            |
|  | Candidat independent STEPAN CALOEV           | 1          |            |            |            |            |            |            |
|  | Candidat independent LAZARI CALOEV           | 1          |            |            |            |            |            |            |
|  | Candidat independent IVAN ȘIȘCOV             | 1          |            |            |            |            |            |            |
|  | Candidat independent DMITRI MARCOV           | 1          |            |            |            |            |            |            |
|  | Partidul „Renaștere”                         | 1          |            |            |            |            |            |            |

## Galerie de imagini

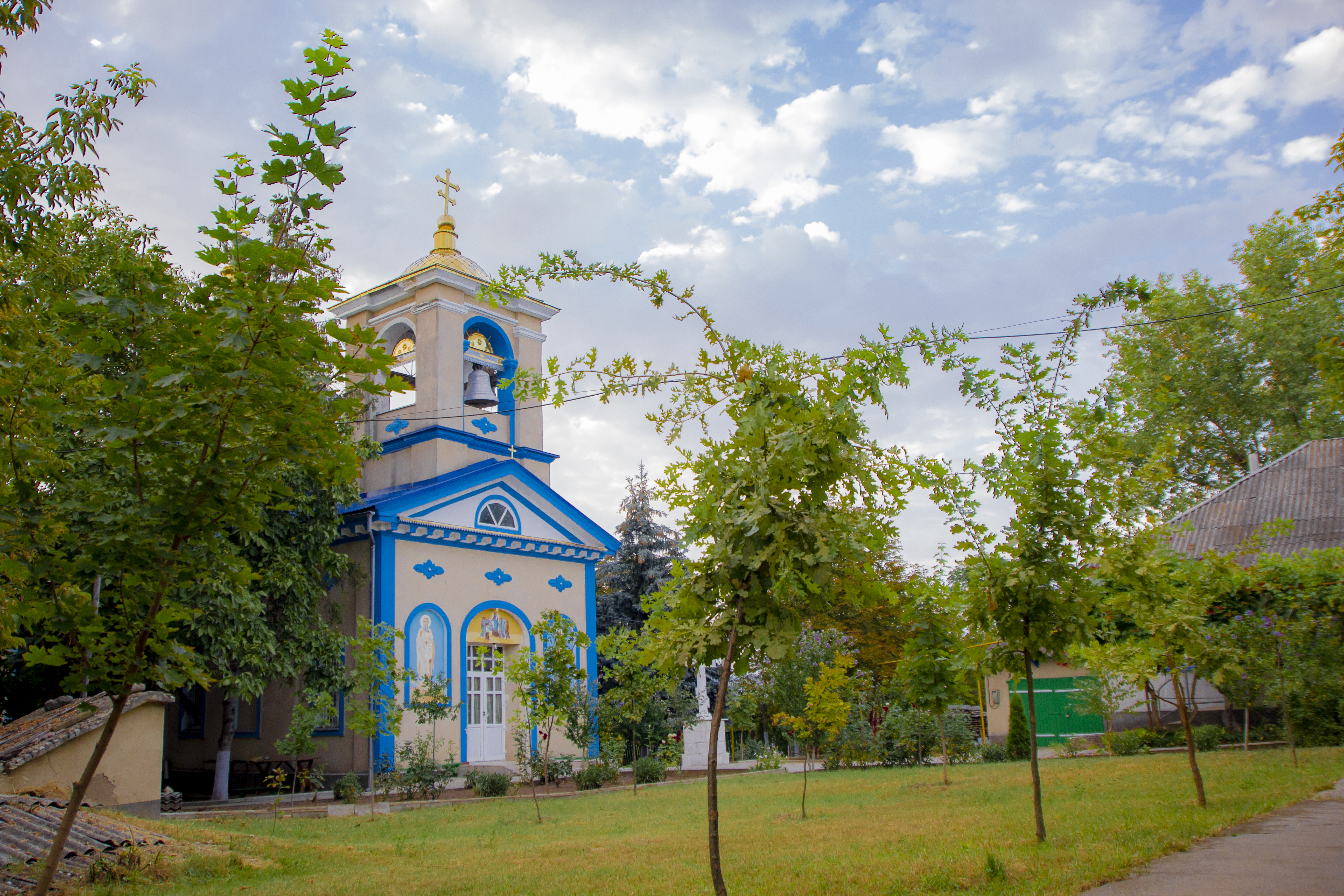
Biserica „Adormirea Maicii Domnului” din localitate.
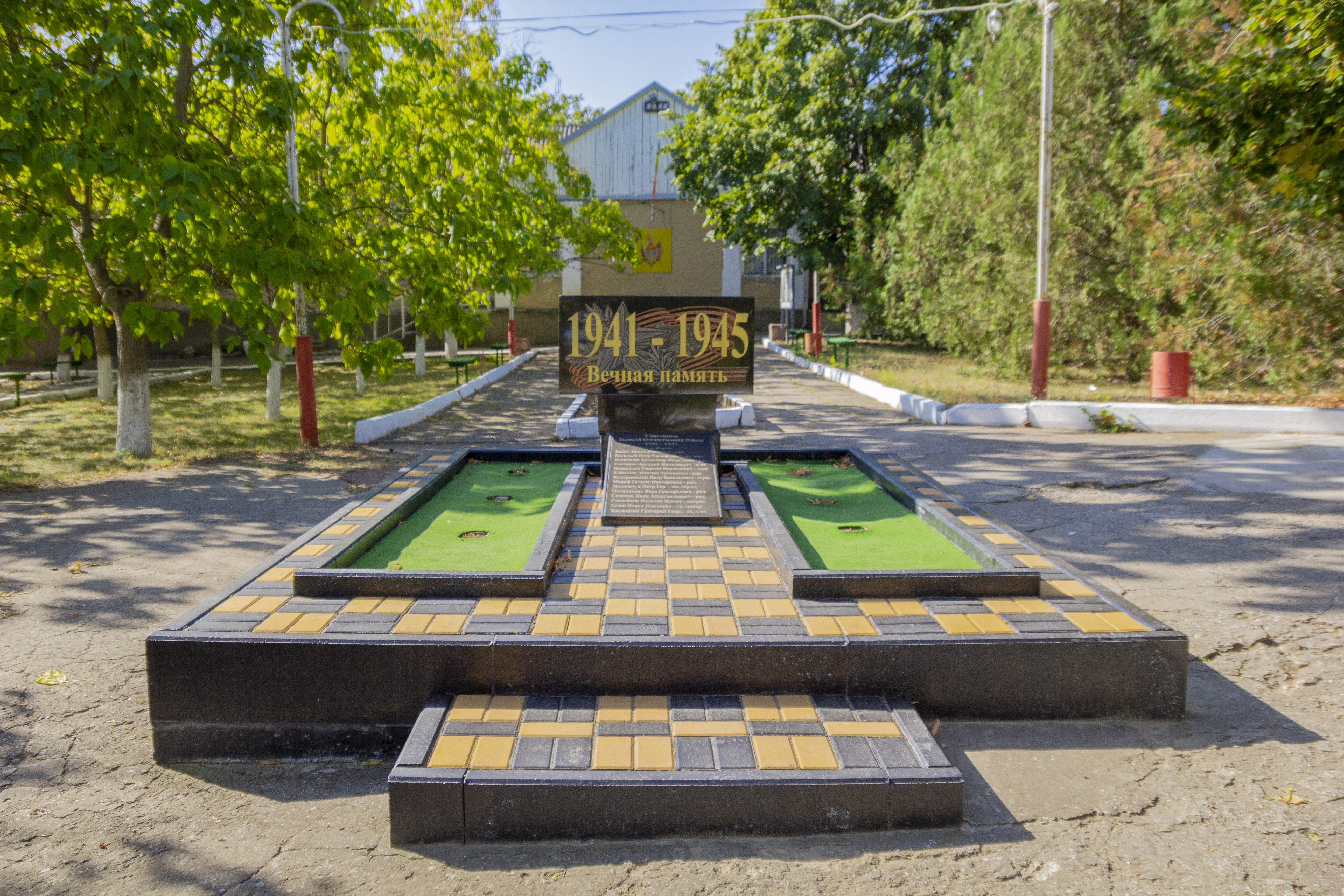
Monument în memoria consătenilor căzuți în Al Doilea Război Mondial.
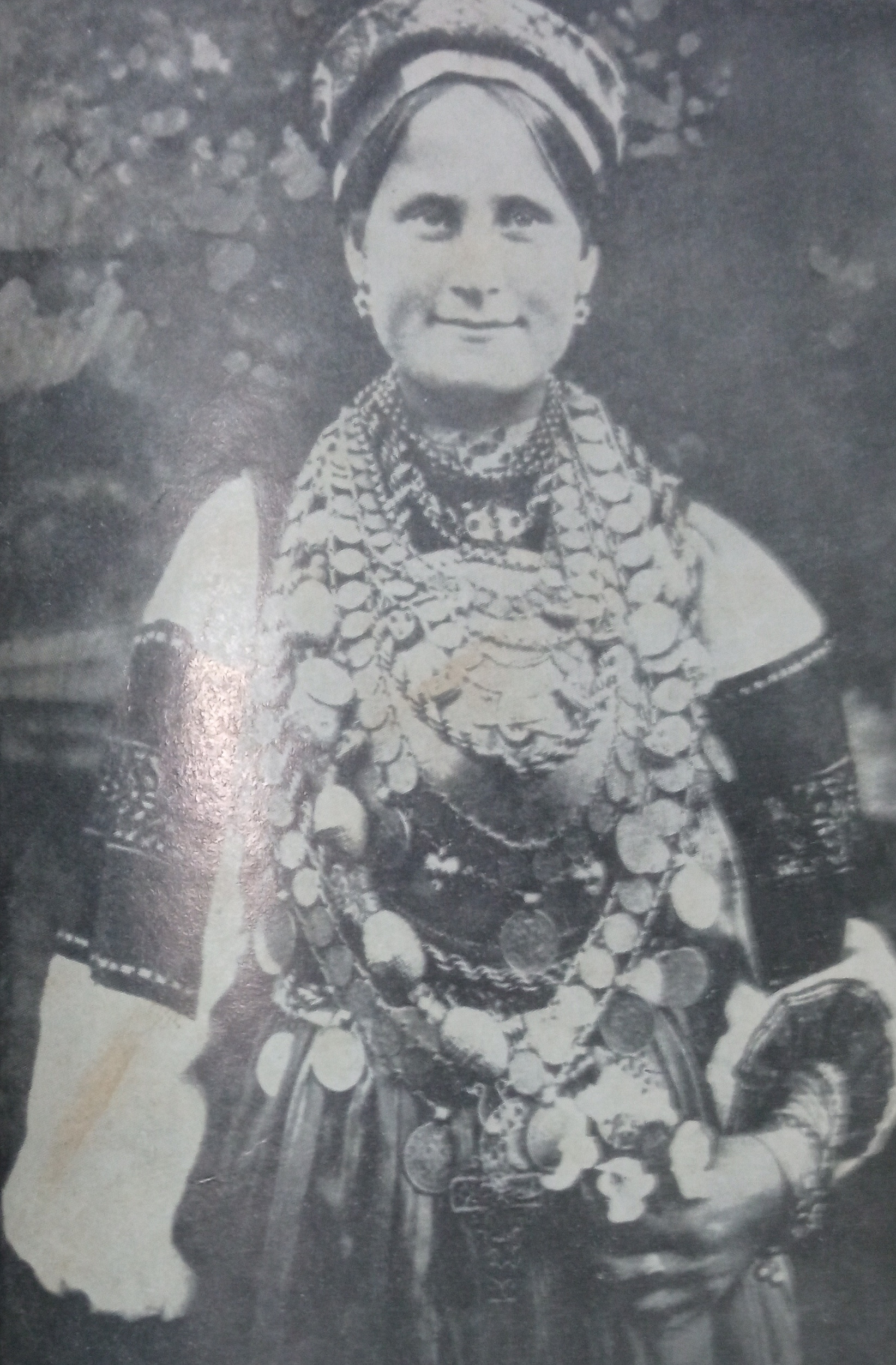
Femeie din Corten în haine tradiționale bulgărești (1912).